# قاعة المشاهير الزراعية في كيبيك
قاعة المشاهير الزراعية في كيبيك، قاعة شرف لتكريم الأشخاص الذين قدموا إسهامات مهمة في تطور الزراعة في مقاطعة كيبيك في كندا وتكرم وتحتفل بأولئك الذين قدموا مساهمة دائمة في تقدم مجال الزراعة فيها.
قاعة المشاهير الزراعية هي جمعية غير ربحية تأسست في عام 1991 تقع في سانت هياسنتي كيبيك، ويديرها حاليًا مجلس مكون من 9 أفراد تنتخبهم خلال الجمعية العامة التي تعقد سنويًا.

## المعرض
قاعة الشهرة تكشف عن صور المجندين في معرض. كان المعرض يقع في مجمع إكسبوكيوت في مدينة كيبيك ولكن تم نقله إلى مبنى لاكووب في سان هياسنتي في عام 2014.

## أبرز من كرّمتهم القاعة
| العام | الاسم                            | المهنة       |
| 1993  | ألفونس ديجاردان                  | رجل أعمال    |
| 1992  | أديلارد غودبو [الإنجليزية]       | سياسي        |
| 1992  | توماس باسيت ماكاولي [الإنجليزية] | خبير أكتواري |
| 1992  | دنكن مكناب مكيتشارن [الإنجليزية] | طبيب بيطري   |
| 1992  | ايرنست ميرسييه [الإنجليزية]      | مهندس زراعي  |

## روابط خارجية
- موقع القاعة الرسمي